# Cámara Civil de la Corte Suprema de Justicia de Guatemala
La Cámara Civil de la Corte Suprema de Justicia de la República es una de las tres cámaras de la Corte Suprema de Justicia de Guatemala y es el máximo tribunal de justicia ordinaria organizada para conocer los asuntos que le competen de conformidad con esta materia, es decir, todo lo concerniente al derecho civil guatemalteco, incluye también la jurisdicción dentro de lo contencioso administrativo, familia, mercantil y juicio de cuentas.

## Organización
A partir de octubre de 2019 la sala está conformada por 4 magistrados titulares, distribuidos así:
1. Presidente Manuel Reginaldo Duarte Barrera (vocal XIII)
2. Vocal VII, Blanca Aída Stalling Dávila
3. Vocal VIII, Silvia Verónica García Molina
4. Magistrado suplente

## Fundamento legal
El fundamento de la creación de las Cámaras, y en concreto de la Cámara Civil, se encuentra regulado en el artículo 76 de la Ley del Organismo Judicial.

## Competencia
De conformidad con la Constitución Política de la República y demás leyes, la Cámara Civil es competente para conocer y resolver:
1. Recurso de casación.
2. Recurso de apelación.
3. Recurso de apelación por sanción disciplinaria.
4. Dudas de competencia.
5. Juicio de responsabilidad civil.